# Rue Bonaparte (film, 1942)
Pour plus de détails, voir Fiche technique et Distribution.

Rue Bonaparte est un court métrage documentaire français écrit et réalisé en 1942 par René Ginet (Vienne, 12 juillet 1896 - Neuilly-sur-Seine, 30 septembre 1971).

## Synopsis
Une visite de la rue Bonaparte dans le 6e arrondissement de Paris.

## Fiche technique
- Titre : Rue Bonaparte
- Réalisation et scénario : René Ginet
- Assistant-réalisateur : Antonin Bideau
- Directeur de la photographie : Robert Batton
- Musique : René Sylviano
- Montage : Marcelle Driguet
- Société de production : Les Artisans d'Art du Cinéma
- Distribution VHS : Atlantic Film
- Format : Noir et blanc - 35 mm (positif & négatif) - Son mono - 1 x 1,37
- Durée : 22 minutes
- Genre : Film documentaire
- Date de sortie : 16 avril 1942
- Tournage : Rue Bonaparte, 75006 Paris

## Distribution
- Commentaires dits par Claude Darget et par Maurice Pierrat
- Jacques Christiany : le chevalier Des Grieux
- Arlette Peters : Manon Lescaut
- Françoise Christian : Mimi Pinson
- Odette Talazac : la concierge
- Daniel Vigneau : Jacques-Bénigne Bossuet
- Jean Favre-Bertin : Marcel